# Hold On (Justin Bieber)
Hold On è un singolo del cantante canadese Justin Bieber, pubblicato il 5 marzo 2021 come quarto estratto dal sesto album in studio Justice.

## Descrizione
Il brano contiene interpolazioni tratte da Somebody That I Used to Know, canzone di successo di Gotye e Kimbra del 2011.

## Video musicale
Il video musicale, diretto da Colin Tilley, è stato reso disponibile sul canale YouTube di Bieber in contemporanea con il lancio del singolo.

## Tracce
Testi e musiche di Justin Bieber, Andrew Wotman, Ali Tamposi, Jonathan Bellion, Louis Bell, Luiz Bonfá e Walter De Backer.
1. Hold On – 2:50

## Formazione
Musicisti
- Justin Bieber – voce, cori
- Louis Bell – cori, programmazione, batteria, tastiera
- Andrew Watt – cori, chitarra, basso, batteria, tastiera
- Ali Tamposi – cori
- Jon Bellion – cori

Produzione
- Andrew Watt – produzione
- Louis Bell – produzione
- Paul LaMalfa – ingegneria del suono
- Josh Gudwin – missaggio
- Heidi Wang – assistenza al missaggio
- Colin Leonard – mastering

## Classifiche

### Classifiche settimanali
| Classifica (2021) | Posizione massima |
| ----------------- | ----------------- |
| Argentina         | 74                |
| Australia         | 6                 |
| Austria           | 13                |
| Belgio (Fiandre)  | 9                 |
| Canada            | 7                 |
| Corea del Sud     | 132               |
| Croazia           | 15                |
| Danimarca         | 2                 |
| Francia           | 100               |
| Germania          | 18                |
| Grecia            | 22                |
| Irlanda           | 8                 |
| Islanda           | 32                |
| Lituania          | 20                |
| Malaysia          | 6                 |
| Norvegia          | 7                 |
| Nuova Zelanda     | 7                 |
| Paesi Bassi       | 6                 |
| Perù              | 113               |
| Portogallo        | 28                |
| Regno Unito       | 10                |
| Repubblica Ceca   | 13                |
| Singapore         | 6                 |
| Slovacchia        | 4                 |
| Spagna            | 76                |
| Stati Uniti       | 20                |
| Svezia            | 14                |
| Svizzera          | 16                |
| Ungheria          | 16                |

### Classifiche di fine anno
| Classifica (2021) | Posizione |
| ----------------- | --------- |
| Australia         | 44        |
| Belgio (Fiandre)  | 82        |
| Canada            | 34        |
| Croazia           | 89        |
| Danimarca         | 42        |
| Paesi Bassi       | 85        |
| Portogallo        | 185       |